# Пеларгония
Пеларго́ния (лат. Pelargōnium) — род растений семейства Гераниевые. Насчитывает более 250 дикорастущих видов. В комнатной культуре популярны растения гибридного происхождения.

## Название
Научное название рода происходит от греческого πελαργός — 'аист' — поскольку удлинённые плоды растения напоминают своей формой клюв этой птицы. В обиходе комнатные пеларгонии ошибочно называют геранью.

## Ботаническое описание
Многолетние травянистые или полукустарниковые растения.
Стебли прямые или ползучие, ветвистые. Листья простые, пальчатые или пальчато-рассечённые.
Цветки разнообразной окраски, собраны в мало- или многоцветковые зонтиковидные соцветия.
Плод представляет собой коробочку с сохраняющимися чашелистиками, которая раскрывается по-особому, от нижней части к верхней.

## Распространение и экология
Произрастают в умеренном и тропическом климатах, многие виды встречаются в Южной Африке. Теплолюбивы и солнцелюбивы.

## Хозяйственное значение и применение

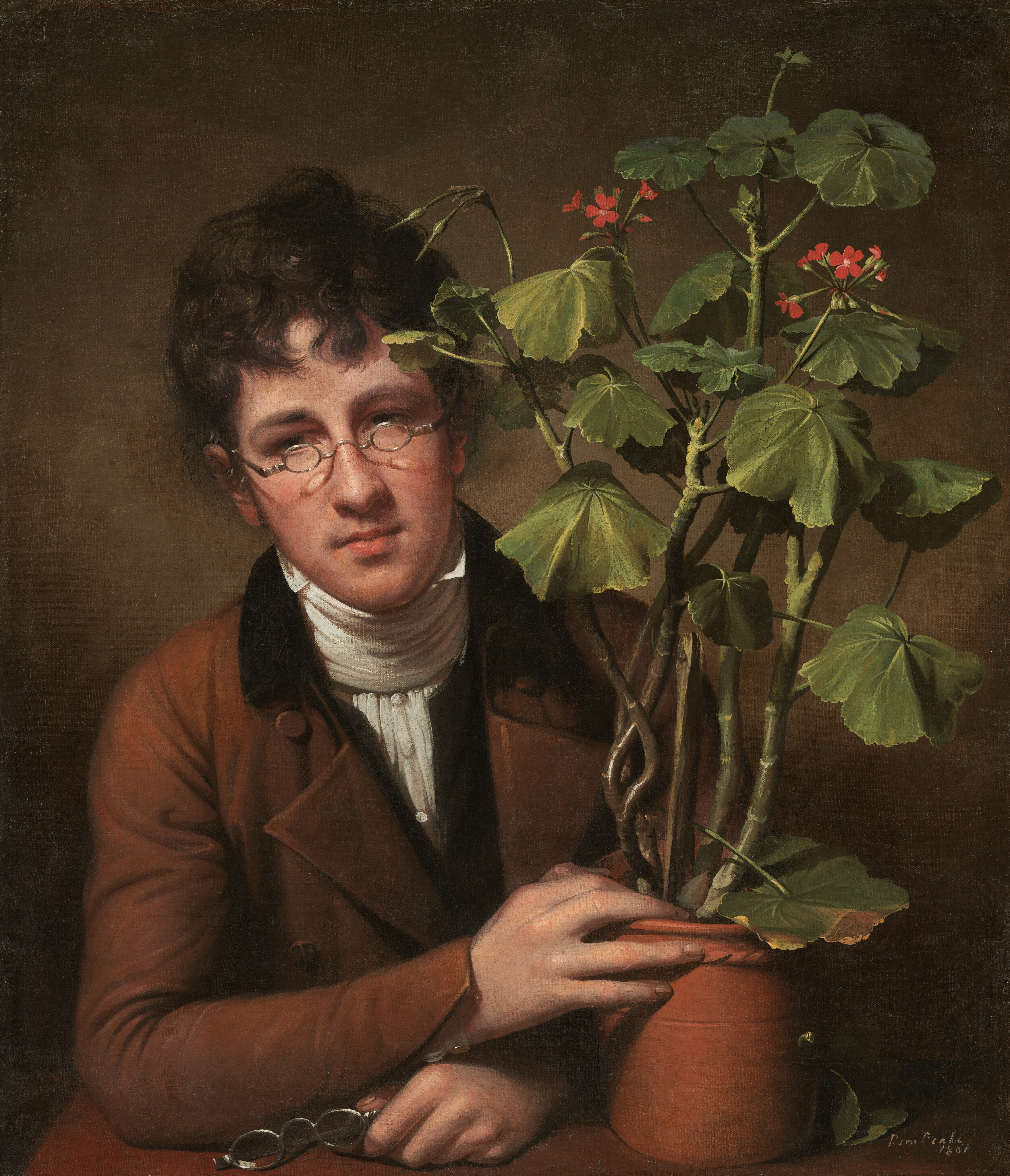
Рембрандт Пил. Рубенс Пил с геранью. 1801. Холст, масло

Из листьев растений извлекают душистое эфирное масло, называемое гераниевым. В числе основных стран-производителей — Франция, Испания, Италия, Марокко.
Экстракт корней Пеларгонии сидовидной (Pelargonium sidoides) применяется в медицине при инфекционных заболеваниях ЛОР-органов, что, очевидно, связано с антибактериальной, противовоспалительной и цитопротекторной способностями экстракта корня Pelargonium sidoides и в частности с находящимися в нём проантоцианидинами.
Некоторые виды — популярные комнатные растения. Выведенные в культуре пеларгонии отличаются разнообразием форм (махровые, полумахровые и т. п.) и окрасок. Светолюбивые растения, легко переносящие недостаток влаги. Размножаются семенами и черенками. В открытом грунте не зимуют. В культуре неприхотливы.
Министерство сельского хозяйства США заявляет, что растения рода Пеларгония токсичны для опылителей, в том числе для хрущика японского, в связи с тем, что они содержат квисгаловую кислоту, которая является агонистом AMPA- и mGluR глутаматных рецепторов.

## Классификация

### Таксономия
Род пеларгония входит в семейство Гераниевые (Geraniaceae) порядка Гераниецветные (Geraniales).
|  |                                      |  |                                                             |                                                             |                      |  | ещё 4 семейства (согласно Системе APG II), в том числе Бальзаминовые, Кисличные, Настурциевые |                                            |                                            |                 |
|  |                                      |  |                                                             |                                                             |                      |  |                                                                                               |                                            |                                            | около 250 видов |
|  |                                      |  |                                                             | порядок Гераниецветные                                      |                      |  |                                                                                               |                                            | род Пеларгония                             |                 |
|  |                                      |  |                                                             | порядок Гераниецветные                                      |                      |  |                                                                                               |                                            | род Пеларгония                             |                 |
|  | отдел Цветковые, или Покрытосеменные |  |                                                             |                                                             | семейство Гераниевые |  |                                                                                               |                                            |                                            |                 |
|  | отдел Цветковые, или Покрытосеменные |  |                                                             |                                                             |                      |  |                                                                                               |                                            |                                            |                 |
|  |                                      |  | ещё 44 порядка цветковых растений (согласно Системе APG II) | ещё 44 порядка цветковых растений (согласно Системе APG II) |                      |  |                                                                                               | ещё 6 родов, включающие примерно 840 видов | ещё 6 родов, включающие примерно 840 видов |                 |
|  |                                      |  |                                                             | ещё 44 порядка цветковых растений (согласно Системе APG II) |                      |  |                                                                                               |                                            | ещё 6 родов, включающие примерно 840 видов |                 |

### Виды

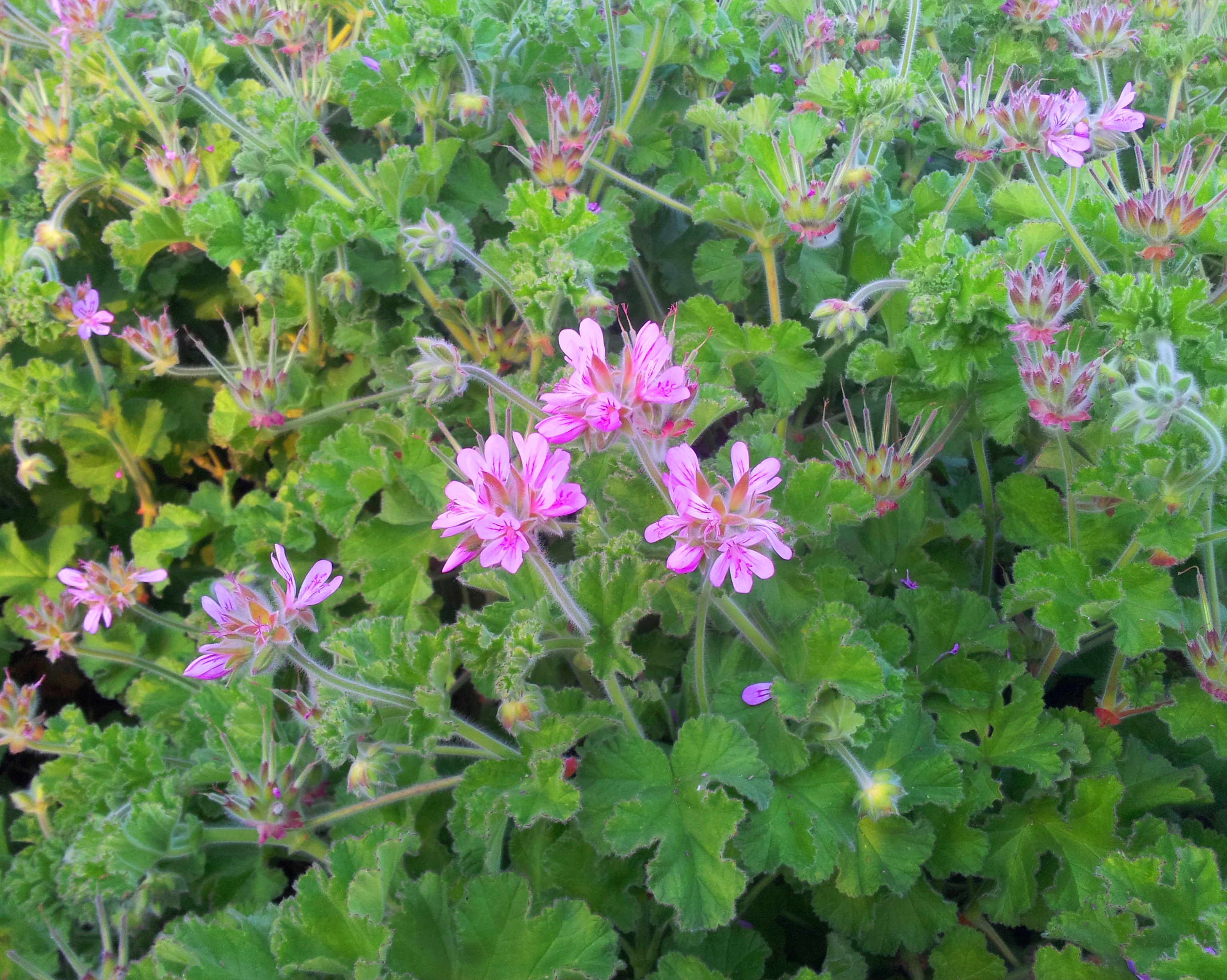
Pelargonium capitatum

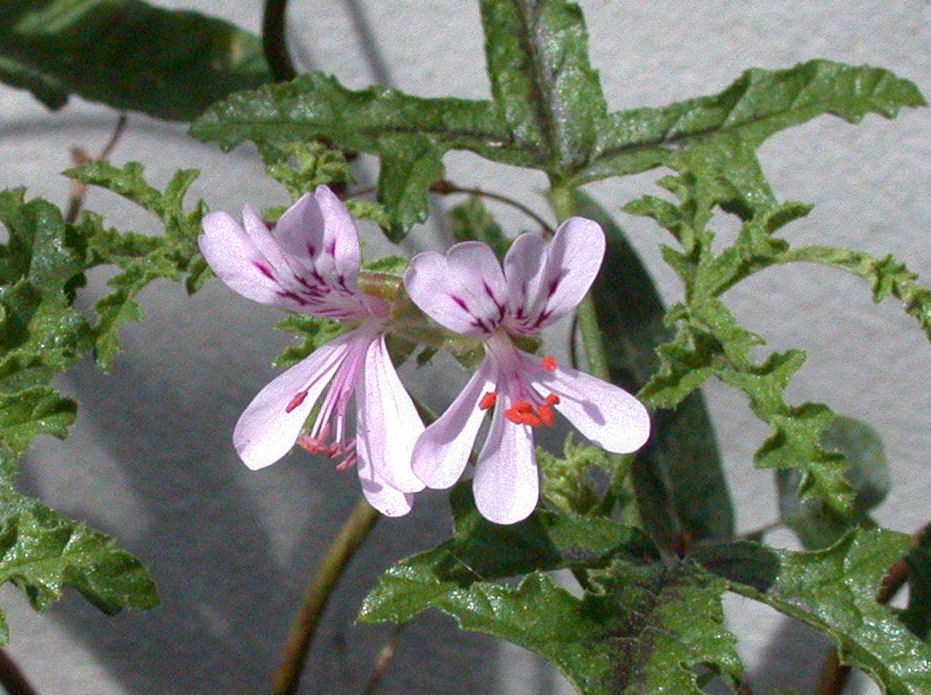
Pelargonium quercifolium

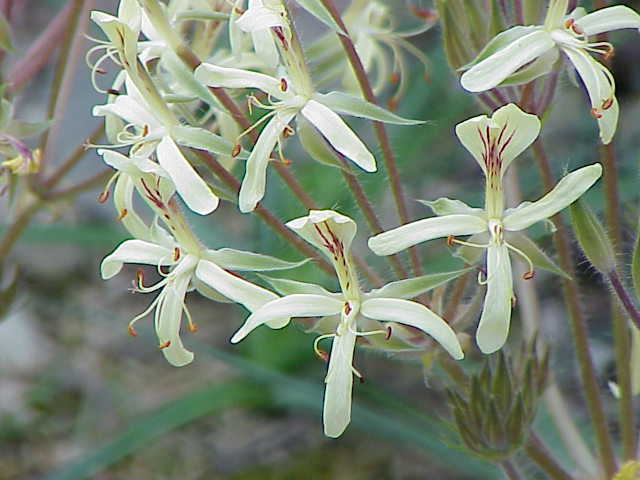
Pelargonium oblongatum

В роду более 280 видов, некоторые из них:
- Pelargonium angulosum — Пеларгония угловатая
- Pelargonium capitatum (L.) L'Hér. ex Ait. — Пеларгония головчатая
- Pelargonium carnosum (L.) L'Hér. ex Ait. — Пеларгония мясистая
- Pelargonium crassicaule L'Hér. — Пеларгония толстостебельная
- Pelargonium crispum (P.J.Bergius) L'Her. — Пеларгония курчавая
- Pelargonium crithmifolium Sm. — Пеларгония пушистолистная
- Pelargonium cucullatum (L.) L'Hér. typus[11] — Пеларгония клобучковая
- Pelargonium echinatum Curtis — Пеларгония шиповатая
- Pelargonium grandiflorum (Andrews) Willd. — Пеларгония крупноцветковая
- Pelargonium graveolens L'Hér. ex Ait. — Пеларгония ароматная
- Pelargonium inquinans (L.) L'Hér. ex Ait.

- [syn.  Pelargonium roseum]

- Pelargonium inquinans (L.) L'Hér. ex Ait. — Пеларгония пачкающая
- Pelargonium odoratissimum (L.) L'Hér. ex Ait. — Пеларгония метельчатая
- Pelargonium peltatum (L.) L'Hér. ex Ait. — Пеларгония плющелистная
- Pelargonium radens H.E.Moore — Пеларгония розовая
- Pelargonium spinosum Willd. — Пеларгония колючая
- Pelargonium tongaense Vorster — Пеларгония тонганская
- Pelargonium vitifolium (L.) L'Hér. ex Ait. — Пеларгония виноградолистная
- Pelargonium xerophyton Schltr. ex R.Knuth — Пеларгония ксерофитная
- Pelargonium zonale (L.) L'Hér. ex Ait. — Пеларгония окаймлённая

## Садовая классификация

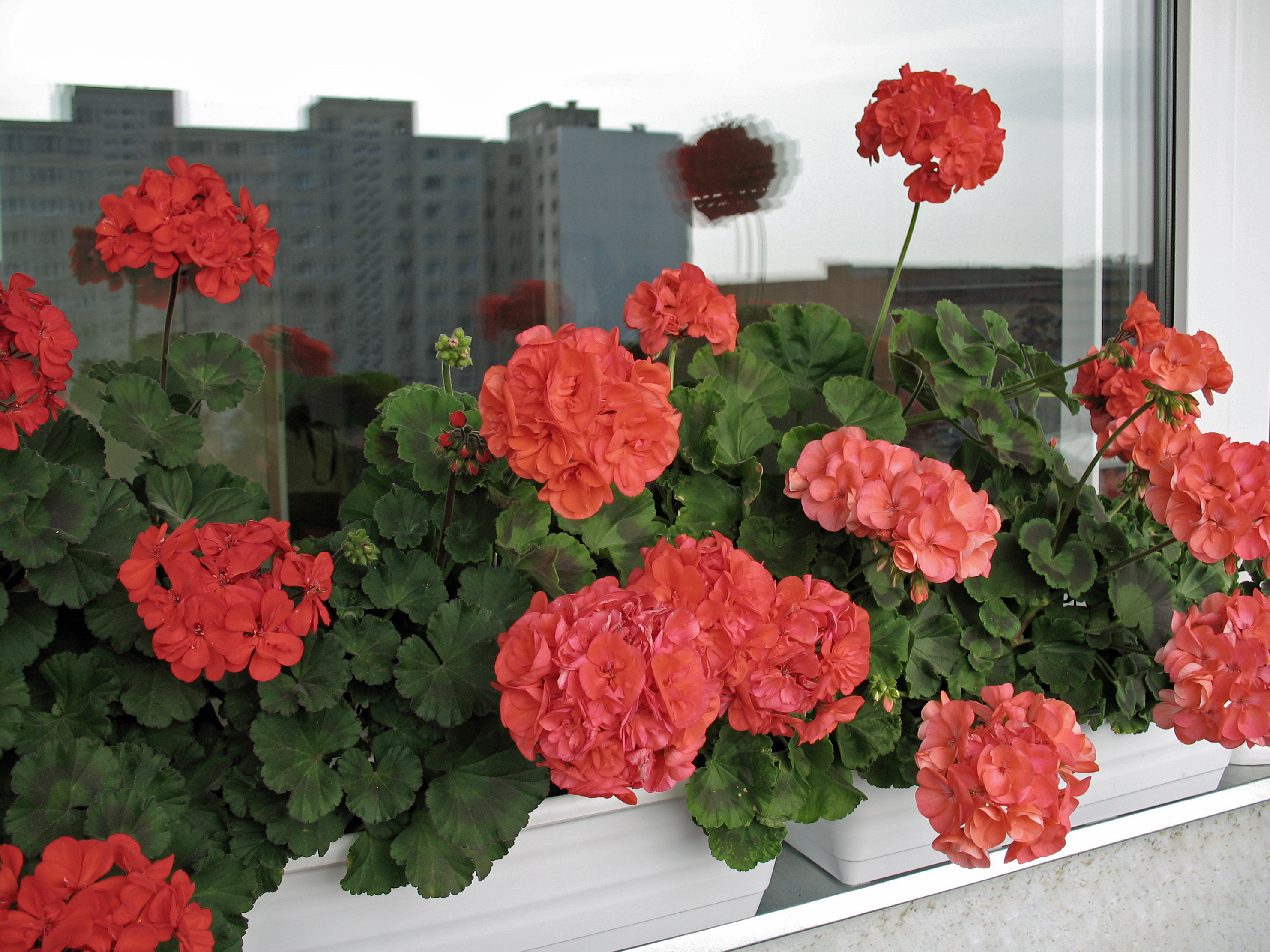
Зональная пеларгония

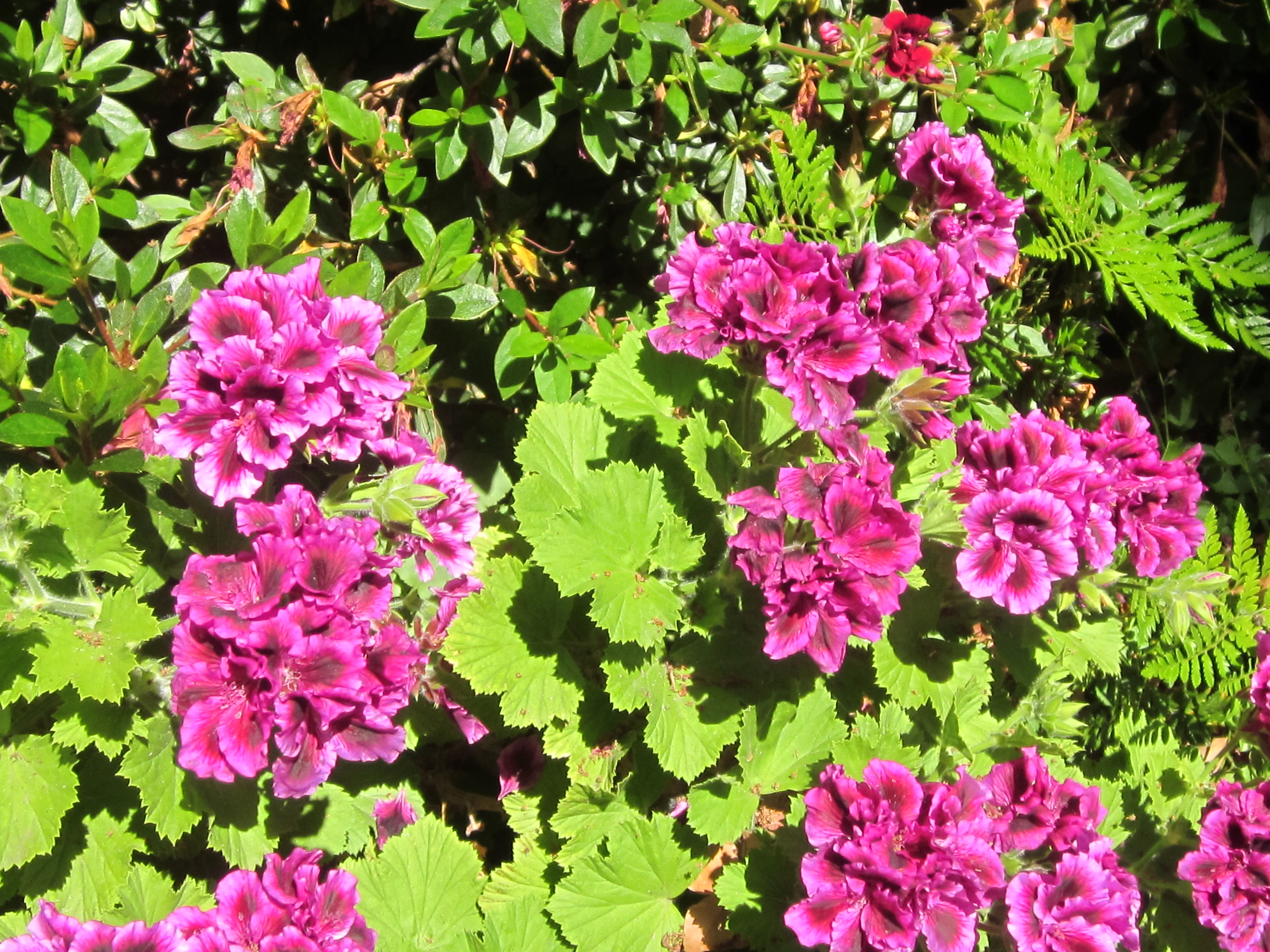
Крупноцветковая пеларгония

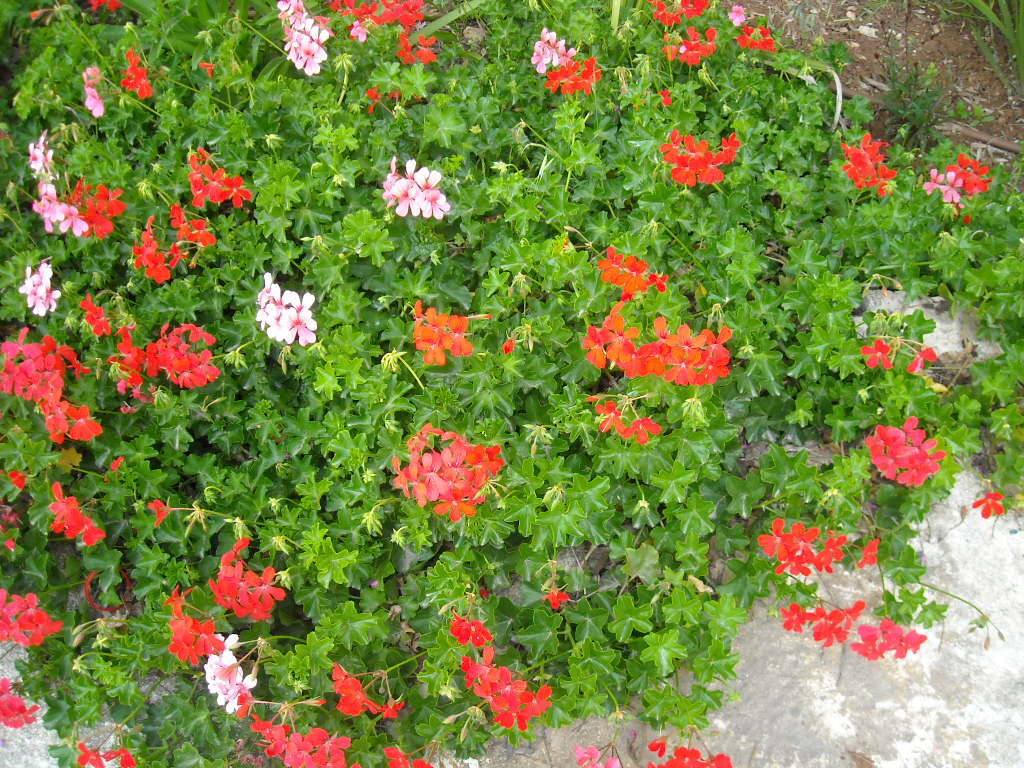
Плющелистная пеларгония

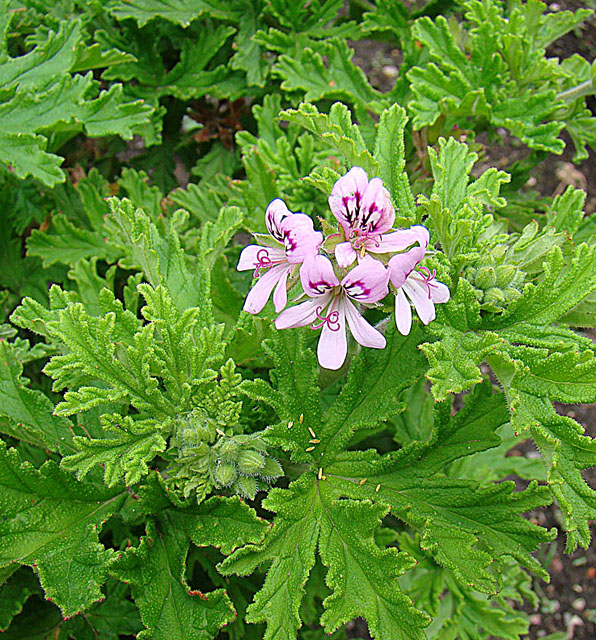
Душистая пеларгония

Традиционно среди культивируемых пеларгоний выделяют группы зональных, или садовых; крупноцветковых, или королевских; душистых и плющелистных.
Более подробная классификация, по данным The Royal Horticultural Society, включает:
- Angel (A)
- Coloured Foliage (in combination) (C)
- Cactus (in combination) (Ca)
- Double (in combination) (d)
- Decorative (Dec)
- Dwarf (Dw)
- Dwarf Ivy-leaved (DwI)
- Frutetorum (Fr)
- Ivy-leaved (I)
- Miniature (Min)
- Miniature Ivy-leaved (MinI)
- Regal (R)
- Scented-leaved (Sc)
- Stellar (in combination) (St)
- Tulip (in combination) (T)
- Unique (U)
- Zonal (Z)